# OHKスーパータイムWEEKLY
『OHKスーパータイムWEEKLY』（オーエッチケースーパータイムウィークリー）とは岡山放送にて1992年10月10日から1997年3月29日まで土曜夕方枠にて放送されていた岡山県・香川県向けのローカルニュース・情報番組である。正式タイトルは『OHKスーパータイムWEEKLY FNN』。

## 概要
本番組は前番組『OHKスーパー特集』を枠拡大かつ『OHKスーパータイム土曜版』を全国ネット枠扱いとしてインサート化した番組であり、内容としては1週間の話題などが放送された。

## キャスター
- 不明

## 放送時間
- 1992年10月10日〜1997年3月29日 土曜日17:30 - 18:30（日本時間、60分）
  - 前述の通り、18:00 - 18:20までは全国ネット枠かつ差込み番組扱いとして『OHKスーパータイム』を放送。

## 関連番組
- FNNスーパータイム
- OHKスーパータイム

| 岡山放送 土曜17:30 - 18:30枠                      | 岡山放送 土曜17:30 - 18:30枠 | 岡山放送 土曜17:30 - 18:30枠 |
| 前番組                                            | 番組名                       | 次番組                       |
| ------------------------------------------------- | ---------------------------- | ---------------------------- |
| 17:30-OHKスーパー特集 18:00-OHKスーパータイム FNN | OHKスーパータイム WEEKLY FNN | 不明                         |

| スタブアイコン | サブスタブ | この項目は、まだ閲覧者の調べものの参照としては役立たない、テレビ番組に関連した書きかけの項目です。この項目を加筆・訂正などしてくださる協力者を求めています（P:テレビ/PJ:放送または配信の番組）。 |